# Никомед IV Филопатор
Никомед IV Филопатор (на латински: Nikomedes IV. Philopator; † 74 пр.н.е.) e цар на Витиния от ок. 94 г. до 75 г./ 74 пр.н.е.

## Биография
Никомед е син на Никомед III. Никомед скоро е смъкнат от своя половин брат Sokrates Chrestos, който се ползва с помощта на Митридат VI, краля на Понт. Никомед бяга в Рим и през 92 пр.н.е. с римска помощ е поставен отново на трона.
През 88 пр.н.е. напада по заповед на римския Сенат Понт, но е напълно победен и при започване на първата Митридатова война е изгонен от страната си. Той бяга първо в римската провинция Азия, по-късно в Италия. По силата на Дарданския мирен договор е сложен отново за цар на Витиния през 84 пр.н.е.
Никомед умира 75/74 пр.н.е. и завещава своето царство на римляните, което дава повод на Митридат VI да започне третата Митридатова война.
В мисия до Видения, Цезар прекарва дълго време в двора му, за да осигури помощта на флотата. Разпространяват се слухове за любовна връзка между тях, които ги преследват цял живот.